# Rather Waldstadion
Das Rather Waldstadion ist ein Stadion im Aaper Wald in Düsseldorf, das vom Allgemeinen Rather Turnverein genutzt wird. Dessen Nebenplatz wird für Heimspiele des Fußballvereins Rather SV verwendet.

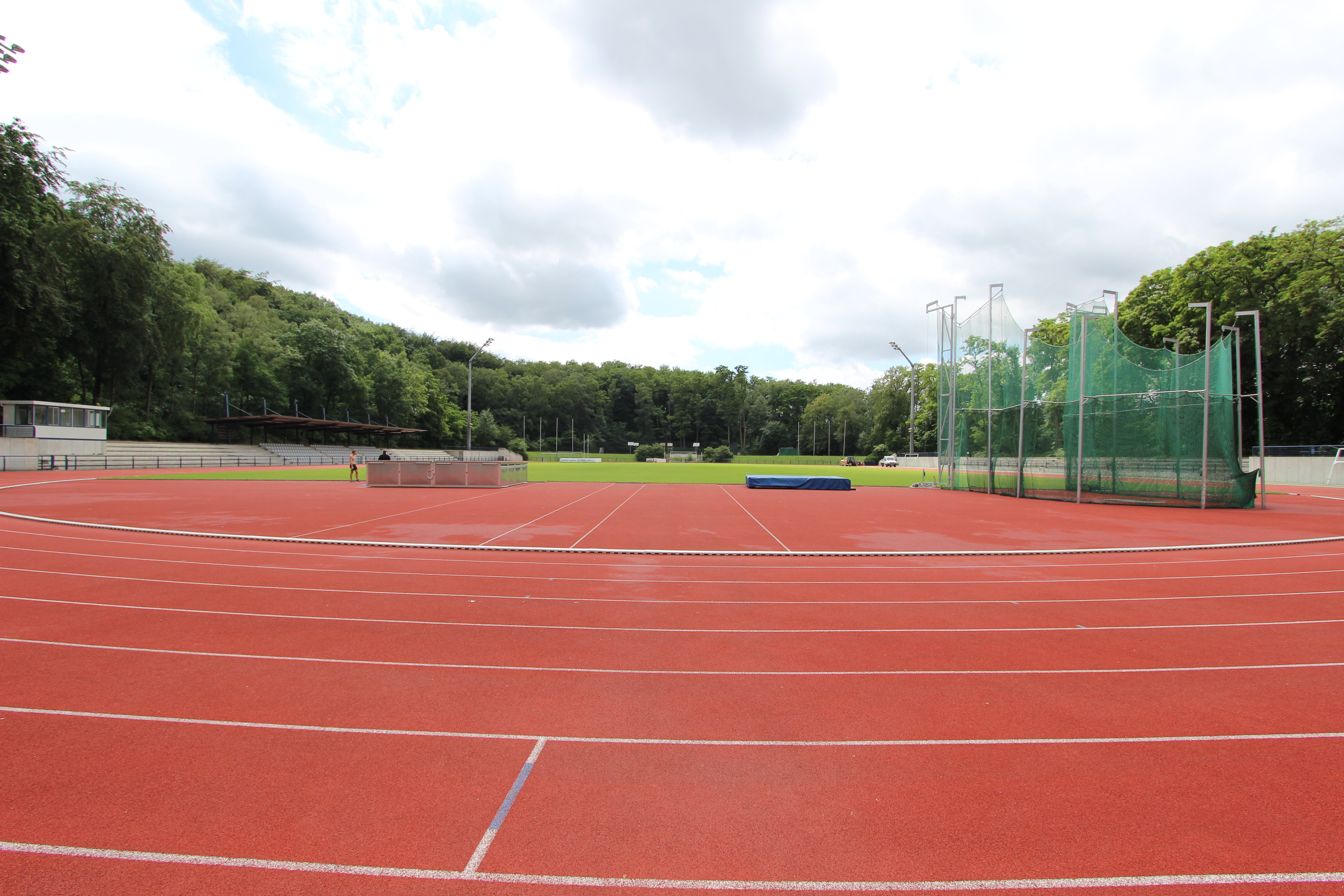

## Geschichte
Das Rather Stadion wurde am 20. August 1926 eröffnet. Bei den Bombenangriffen am 11./12. Juni 1943 wurde das Stadion stark beschädigt, jedoch fanden schon im September wieder Spiele statt.
1956 wurde das durch die Bombenangriffe zerstörte Gebäude wieder aufgebaut und zu einem anderen Zweck genutzt. Am 1. März 1974 wurde die Waldhalle durch den Oberbürgermeister Willi Becker eröffnet. Am 13. Juli 2005 wurde das neue Stadion eröffnet. Am 2. März 2012 wurde die neue Waldhalle durch Oberbürgermeister Dirk Elbers eingeweiht. 2014 wurde das Waldstadion als einer der 18 NRW-Landes-Leistungs-Stützpunkte für Leichtathletik bis 2016 anerkannt. Mitte Juni 2015 wurden dort die Deutschen Meisterschaften im Bahngehen veranstaltet. Ende Juli 2017 fand der Thorpe Cup, ein Leichtathletik-Ländervergleichskampf Deutschland – USA im Zehnkampf der Männer und Siebenkampf der Frauen im Stadion statt.

## Anlage
Das Rather Waldstadion ist mit einem Kunstrasenspielfeld sowie mit einem Rasenspielfeld mit einer 400-m-Rundlaufbahn ausgestattet. Das Stadion verfügt über eine 75 m lange Sprintstrecke aus Kunststoff. Dazu verfügt es auch über eine Sporthalle und mehreren Flutlichtern.

## Zwischenfälle
Am 26. August 2012 wurde bei einem Speerwurfwettkampf ein Kampfrichter versehentlich mit dem Speer am Hals getroffen und erlag später der Verletzung. Am Eingang des Stadions wurde eine Gedenktafel platziert.